# Melodicon
La Melodicon è stata una casa discografica italiana, attiva negli anni cinquanta e sessanta del XX secolo.  il suo logo - piuttosto complesso - era costituito dalla scritta "melodicon" in caratteri stampatello, inseriti all'interno di una figura ovale posta in senso orizzontale a sua volta sottoattraversata da un pentagramma. Sulla riga alta, al centro, era posta la stilizzazione di una nota con all'interno una "m" minuscola. Ha successivamente mutato denominazione sociale in Phonogram, ed il marchio Melodicon è oggi inutilizzato.

## Storia
Fu fondata da Manlio Baron, a Milano, l'8 ottobre del 1952 per produrre e commerciare dischi musicali; la sua prima sede fu in via Filippo Turati 8.
Se ebbe un proprio catalogo piuttosto variegato (ancorché relativamente limitato), che incluse musica pop, jazz e orchestrale, utilizzando ampiamente la velocità a 33 giri sul formato a 7 pollici, mise sotto contratto - distribuendoli direttamente per l'Italia - artisti stranieri piuttosto noti all'epoca (come Barry Darvell) ed ebbe, come autori, anche futuri nomi della musica leggera italiana, riuscendo a pubblicare anche singoli provenienti da colonne sonore (è il caso, sullo stesso 45 giri, del pezzo "Puntini lontani" scritto da Carlo Donida e Giulio Rapetti (Mogol), e del brano "Urgente Cha Cha Cha" dal film Totòtruffa 62).
Si occupò in generale anche della importazione oppure stampa da master e distribuzione sul suolo nazionale di dischi di altre case discografiche, tra cui dal 1955 al 1962 le incisioni della Columbia americana. Nel 1957 strinse in tal senso un accordo con la Philips, per la quale divenne importatore ufficiale fino al 1963, anno in cui la major olandese stabilì di creare una propria struttura distributiva e sede nazionale.
Successivamente - attraverso una modifica della denominazione giuridica - l'azienda fu acquisita dalla Phonogram che la rinominò Phonogram Italia e ne utilizzò il personale, gli studi di incisione e gli uffici, all'epoca spostati in via Borgogna 2 e 14, facendone di fatto la propria filiale italiana, mentre la sede operativa della nuova azienda sarebbe stata stabilita nella strada privata via Benadir, al numero 14. Con tale atto, la Melodicon cessò ogni produzione indipendente. Nel 1977 - grazie alla fusione con la Dick James Music - la oramai Phonogram avrebbe preso la nuova ragione sociale in Polygram Italia s.r.l., seguendo le sorti del gruppo madre.

## Dischi
Per la datazione ci si è basati sull'etichetta del disco, o sul vinile o, infine, sulla copertina; qualora nessuno di questi elementi avesse una datazione, sulla numerazione del catalogo; se esistenti, sono riportati, oltre all'anno, anche il mese e il giorno. Le numerazioni di catalogo furono soggette a numerosi cambiamenti, con assenza - su molti dischi - di qualsivoglia datazione. Sono qui elencate solo le produzioni proprie, non le distribuzioni.

### 33 giri 25 cm
| Numero di catalogo | Anno | Interprete                                                    | Titoli                       |
| ------------------ | ---- | ------------------------------------------------------------- | ---------------------------- |
| MS 1305 T          |      | Franco Tamponi, Matteo Marletta, Vieri Tosatti                | Ore felici                   |
| MS 1306 T          |      | Gino Marinuzzi Jr.                                            | Gino Marinuzzi               |
| MS 1309 T          |      | Carmine Rizzo                                                 | Musiche di Carmine Rizzo     |
| MS 1310 T          |      | salvatore Allegra                                             | Musiche di salvatore Allegra |
| MS 1313 T          |      | Franco Potenza                                                | Cinque impressioni concrete  |
| MS 1315 T          |      | Boris Porena                                                  | Musiche di Boris Porena      |
| MS 1316 T          |      | Ezio Carabella, Carmine Rizzo, Felice Montagnini Di Mirabello | Musiche Descrittive          |
| MS 1318 T          |      | Franco Tamponi, Lino Castiglione                              | Musiche Di                   |
| MS 1321 T          |      | Annibale Bucchi, Tito Petralia                                | Meditazione ed Estasi        |
| MS 1322 T          |      | Annibale Bucchi, Tito Petralia                                | Marylin                      |
| E05010 MRT         |      | AA.VV.                                                        | Melodicon's Best             |

### 33 giri 30 cm
| Numero di catalogo | Anno | Interprete                                             | Titoli                                            |
| ------------------ | ---- | ------------------------------------------------------ | ------------------------------------------------- |
| AS 80.001 / R      | 1959 | Orchestra Da Ballo "Van Holiday"                       | Tutto Sanremo                                     |
| MS 1800/L          |      | Gino Marinuzzi                                         | Musiche per una commedia                          |
| MC 6601 Y          |      | Antonín Dvořák, Josip Slavenski, Quartetto Di Zagabria | Quartetto In Fa Maggiore, Op96 / Quartetto Lirico |
| MP 4001 L          | 1961 | AA.VV.                                                 | sagra della canzone nova 1961 - Assisi            |

### 45 giri
| Numero di catalogo | Anno | Interprete                                     | Titoli                                               |
| ------------------ | ---- | ---------------------------------------------- | ---------------------------------------------------- |
| 363 600 PF         | 1962 | Luciano Rondinella                             | Era De Maggio/Furturella                             |
| MP 1003 F          |      | Barry Darvell                                  | How Will It End?                                     |
| MP 1004 F          |      | Ronnie Brent                                   | Cowboys And Indians / Flow Gently                    |
| MP 1008 F          |      | Anita Sol                                      | Io Piangerò / Sei Giunta A Me (San Melodhia Ghlikia) |
| MP 1010 F          |      | Roxy and his blue boys                         | Ciccillo A' Sentinella / Al Passo Della Mendola      |
| MP 1011 F          |      | Roxy and his blue boys                         | La Funivia / La Storia Del Mago                      |
| MP 1013 F          |      | Anita Sol Con Dino Olivieri E La Sua Orchestra | Jolie Chanson/Roslyn                                 |
| MP 1020 F          |      | Silvano Bettazzi                               | E' buio/vivo senza te                                |
| MP 1022 F          |      | Anita Sol                                      | Puntini Lontani/Urgente Cha Cha Cha                  |
| MP 1033 F          |      | Anita Sol Con Tullio Gallo E La Sua Orchestra  | Fior di Loto/Amore Lasciami                          |
| E 1201 MPF         | 1962 | Barry Darvell/The Seabirds                     | Geronimo Stomp / Without Love                        |
| E 1201 MPF         | 1962 | Barry Darvell/The Seabirds                     | Geronimo Stomp / Without Love                        |
| 363 562 PF         | 1961 | Don Marino Barreto Junior                      | Voltati/I Cerchi Sull'Acqua                          |
| 363 547 PF         | 1961 | Complesso Barreto                              | Un'Anima Tra Le Mani/Salta Chi Può                   |